# Encounter Bay (ort)
Encounter Bay är en ort i Australien. Den ligger i kommunen Victor Harbor och delstaten South Australia, omkring 72 kilometer söder om delstatshuvudstaden Adelaide. Antalet invånare är 3 665.
Närmaste större samhälle är Victor Harbor, nära Encounter Bay. 
Genomsnittlig årsnederbörd är 766 millimeter. Den regnigaste månaden är juni, med i genomsnitt 142 mm nederbörd, och den torraste är december, med 22 mm nederbörd.